# Karl Kovač
Karel Kovač (madžarsko Kováts Károly Zoltán), prekmurski evangeličanski duhovnik, senior *7. januar 1900, Murska Sobota, † 5. avgust 1983, Maribor. 

## Življenjepis
Karel Kovač se je rodil v Murski Soboti, kot Károly Zoltán Kováts očetu Štefanu Kovaču (madž. Kováts István) - evangeličanskemu seniorju in dolgoletnemu predsedniku Prekmurske banke, ter materi Ireni pl. Berke, ki je bila iz stare ugledne plemiške družine, katere člani so vse od 18. stoletja kot duhovniki in seniorji pomembno vplivali na versko življenje prekmurskih evangeličanov. Irenin oče je bil Mihael Berke, stari oče pa vpliven odvetnik ter ogrski poslanec Jožef Berke). Karlov krstni boter je bil Dr. Zoltan Czipott cs. kr. okrajni zdravnik in prvi predstojnik murskosoboške bolnišnice, sin Rudolfa Czipott-a. Karel Kovač se je poročil se je z Frido Fichtmüller,prekmursko pisateljico, s katero je imel enega sina.
Po končani osnovni šoli je obiskoval internat oz. gimnazijo v Bratislavi, ter v kraju Oberschützen na Gradiščanskem. Nato je na teološki fakulteti v Šopronu študiral teologijo. Iz Šoprona je odšel v Zagreb kot vojaški kaplan pri škofu dr. Filip Popp-u, nato pa je bil nekaj mesecev kaplan v Vervenki. Za duhovnika ga je 22. junija 1924 posvetil škof Bela Kapi v Szombathely-ju. Nato se je vrnil v Prekmurje in 1. novembra 1925. leta prevzel službo duhovnika v Gornjih Slavečih, kjer je v 16 mesecih leta 1928 zgradil cerkev. Prav tako je fari zagotovil vsa ostala poslopja, ki so potrebna za duhovniško delovanje , kot so župnišče itd. Med obema vojnama je objavil precej člankov v evangeličanskem časopisju. Po drugi svetovni vojni ga je komunistična oblast skupaj z nekaterimi evangeličanskimi duhovniki (Leopold Hari, itd. med zaprtimi pa je bil tudi Sándor Mikola) zaprla v taborišče Sternthal (Kidričevo), iz katerega pa se je čez eno leto vrnil v svojo faro. Duhovniško službo je opravljal do leta 1978 in bil med letoma 1953 in 1959 senior evangeličanske cerkve. V tem obdobju je ev. cerkev v Sloveniji sklenila pogodbo z državnim socialnim zavarovanjem o pravici do pokojnine in brezplačnega zdravljenja za ev. duhovnike. Po upokojitvi se je preselil v Maribor kjer je leta 1983 tudi umrl. 

## Galerija
- Evangeličanski internat v Oberschütznu na Gradiščanskem
- Evageličanski duhovniki ob posvetitvi cerkve v Gornjih Slavečih. Od leve proti desni: Josip Benko inšpektor, Leopold Hari, Aleksander Škilič, Karel Šiftar, Štefan Kovač senior, Aladar Darvaš, dr. Filip Popp škof, Geza Heimer, Štefan Godina, sledi neki učitelj, Adam Luthar, Karel Kovač, Henrik Goschenhoffer

## Dela
- Nauk za evangeličansko konfirmacijo (Murska Sobota, 1956)